# Saminatal

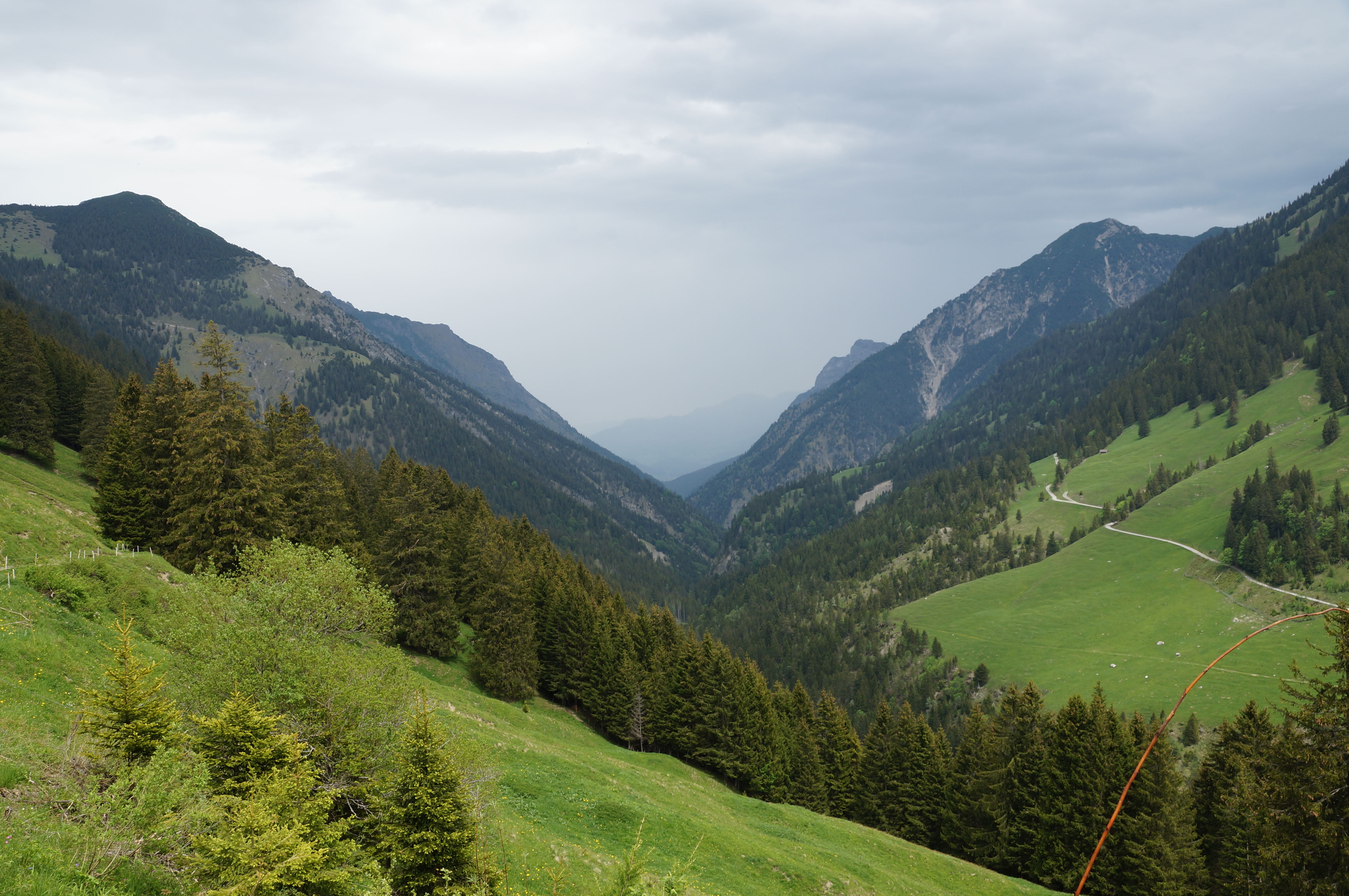
Saminatal von der Sücka aus gesehen

Das Saminatal ist ein Tal im österreichischen Bundesland Vorarlberg und dem Berggebiet des Fürstentums Liechtenstein. Es wird von der Samina durchflossen.

## Name
Der Name Saminatal geht auf vorrömische Zeit zurück und konnte bis heute nicht erforscht werden. Die erste urkundliche Erwähnung des Saminatals erfolgte 1378 als „samunnen tal“, der Bach Samina wird aber bereits 1355 als „bach, der da gehaissen ist Samiun“ in einer Urkunde erwähnt.

## Geografie

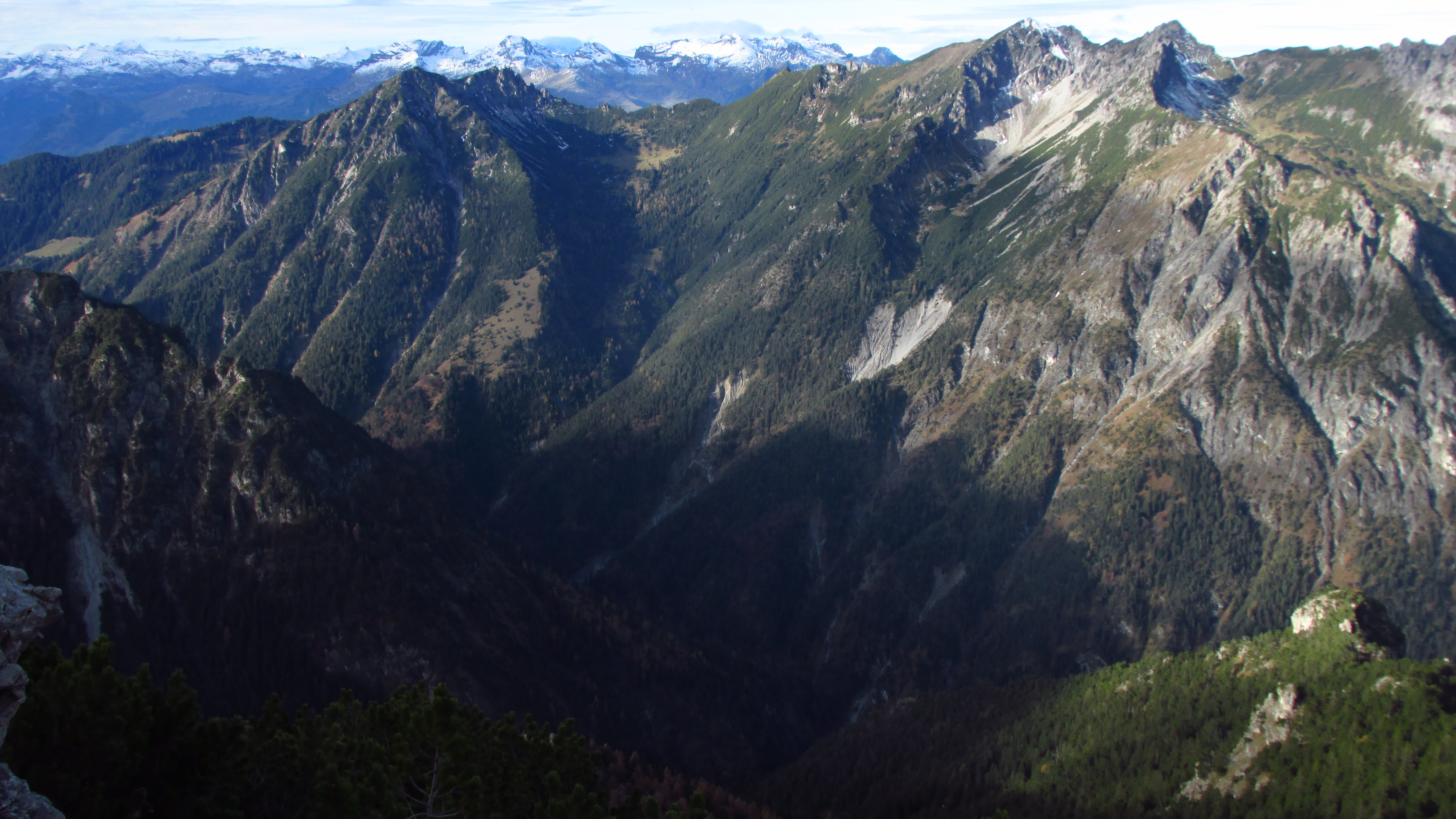
Blick von den Hohen Köpfen nach Süden in das wilde und kaum erschlossene Saminatal.

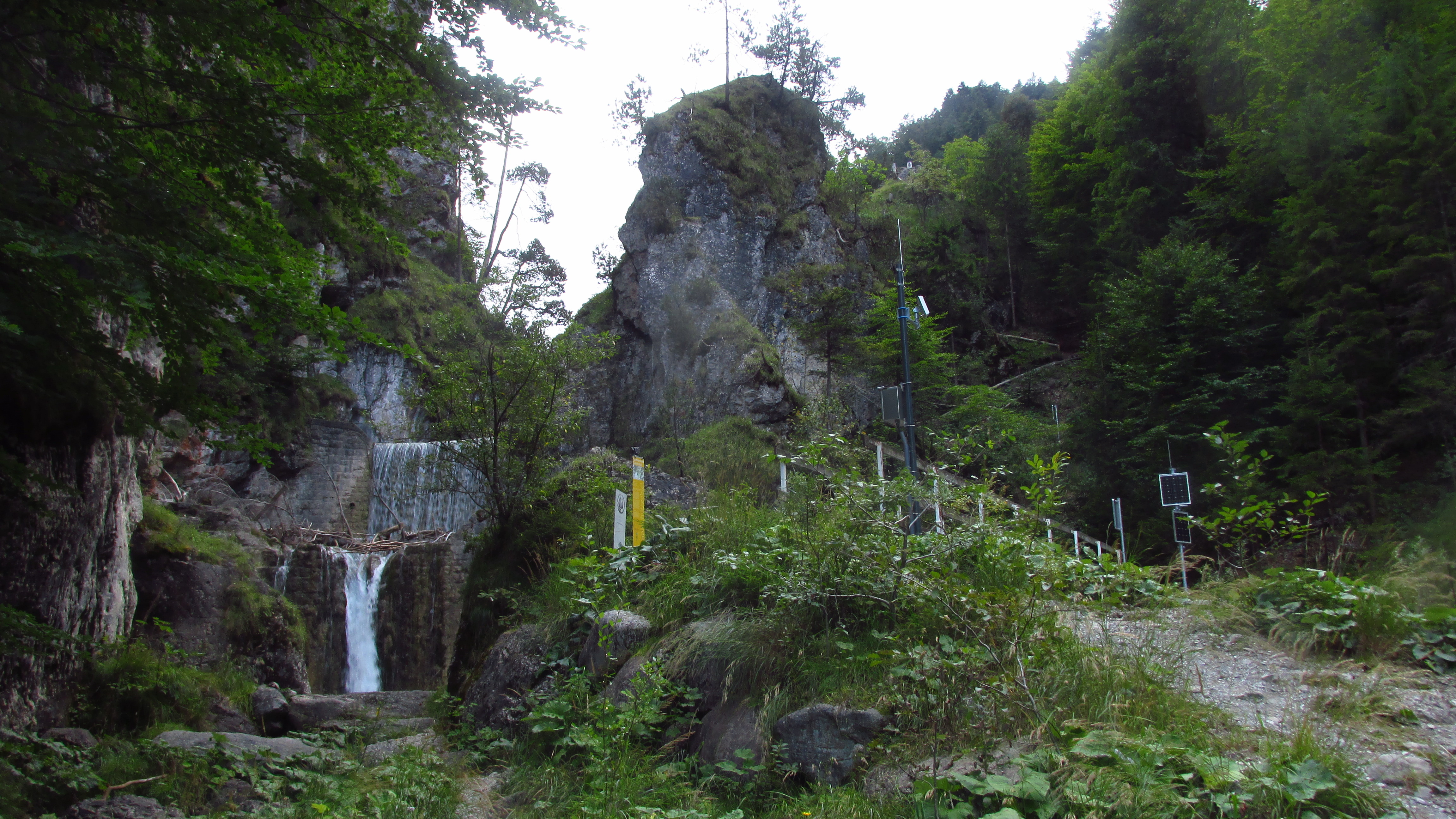
Blick von Norden auf das Falleck

Das Tal liegt auf der österreichischen Seite im Gemeindegebiet der Vorarlberger Gemeinde Frastanz im Bezirk Feldkirch. Am Falleck (österreichische Höhenangabe: 873 m ü. A.), am Ostfuß des Grates der Garsellitürme, quert die Grenze zwischen Liechtenstein und Österreich das Tal. Bis dorthin ist das Tal auf Vorarlberger Seite durch eine Forststraße erschlossen, auch zum Erreichen einer direkt am Falleck befindlichen Wasserfassung. Orographisch linksseitig befindet sich die Drei Schwestern-Gruppe, rechtsseitig die Galina-Gruppe, beides Untergruppen des Rätikons.  
Auf der liechtensteinischen Seite verläuft es durch das Berggebiet der Gemeinden Triesenberg und Schaan. Ab den Falleck führt über mehrere Kilometer als Einziges ein Wanderweg durch das enge Tal in Richtung Steg. Dieser mittlere Abschnitt des Tales ist somit von jeglichem Fahrzeugverkehr verschont. Am Westhang liegen die Alpen Sücka, Bargälla und Garsälli sowie das Waldreservat Plankner Garselli. Am Osthang liegen die Alpen Vorder- und Mittlervalorsch in Schaan sowie das Waldreservat Zegerberg in der Gemeinde Balzers. Ab der Siedlung Steg geht das Tal in das Valünatal über. Östliche Seitentäler sind das Valorsch- und das Malbuntal. Durch das Saminatal führt ein beliebter Wanderweg von Steg nach Amerlügen in Frastanz.  
Im Tal befindet sich das 67,48 Hektar große Naturwaldreservat „Goppaschrofen-Saminatal“, in dem jegliche Holzentnahme sowie sonstige forstwirtschaftliche Nutzung verboten sind.